# Conostigmus scabriceps
Conostigmus scabriceps är en stekelart som först beskrevs av Alan Parkhurst Dodd 1916.  Conostigmus scabriceps ingår i släktet Conostigmus och familjen trefåresteklar. Inga underarter finns listade i Catalogue of Life.